# Jacek Kuroń
Jacek Jan Kuroń, född 3 mars 1934 i Lwów, död  17 juni 2004 i Warszawa, var en av ledarna i den demokratiska oppositionen i Folkrepubliken Polen, politiker och historiker. Han var med och bildade KOR, Kommitté för arbetarnas försvar, i samband med oroligheterna 1976. Han var internerad och arresterad under Jaruzelskis krigstillstånd för sitt engagemang i Solidaritet/Solidarność. Kuron fick tillbringa sammanlagt nio år i fängelse för sin kritik av regimen. 1989 deltog han i rundabordssamtalen som ledde till att demokrati infördes. Under den tredje polska republiken var han arbetsmarknads- och socialminister vid två tillfällen. Han fick höga utmärkelser - som Vita Örnens orden (Polen), Hederslegionen (Frankrike), Förtjänstkorset (Tyskland), Jaroslav-orden (Ukraina), Giedymin-orden (Litauen).
Hans självbiografi "Mitt Polen" utgavs av Ordfront 1991 i översättning av Lennart Ilke.

## Verk på svenska
- Kuroń, Jacek; Modzelewski Karol, Glattes Gunilla, Lindvall Lars (1969). Brev till polska arbetarpartiet: vänsteroppositionens politiska plattform i dagens Polen. Lilla Partisanserien, 99-3531261-5 ; 4. Mölndal: Partisan. Libris 8198011
- Kuroń, Jacek; Ilke Lennart (1991). Mitt Polen: mitt liv för och emot kommunismen : självbiografi. Stockholm: Ordfront. Libris 7634322. ISBN 91-7324-387-6